# Ignacio de la Llave (Veracruz)
Ignacio de la Llave es una localidad del estado mexicano de Veracruz. Es cabecera del municipio de Ignacio de la Llave. La localidad fue nombrada en honor al general Ignacio de la Llave, gobernador de Veracruz de 1861 a 1862.

## Demografía
| Censo | Población |
| ----- | --------- |
| 1900  | 1 085     |
| 1910  | 2 179     |
| 1921  | 1 862     |
| 1930  | 2 475     |
| 1940  | 1 841     |
| 1950  | 2 398     |
| 1960  | 2 629     |
| 1970  | 3 962     |
| 1980  | 4 688     |
| 1990  | 5 152     |
| 1995  | 4 574     |
| 2000  | 4 784     |
| 2005  | 4 726     |
| 2010  | 4 646     |
| 2020  | 4 654     |